# 아이스크림 가게

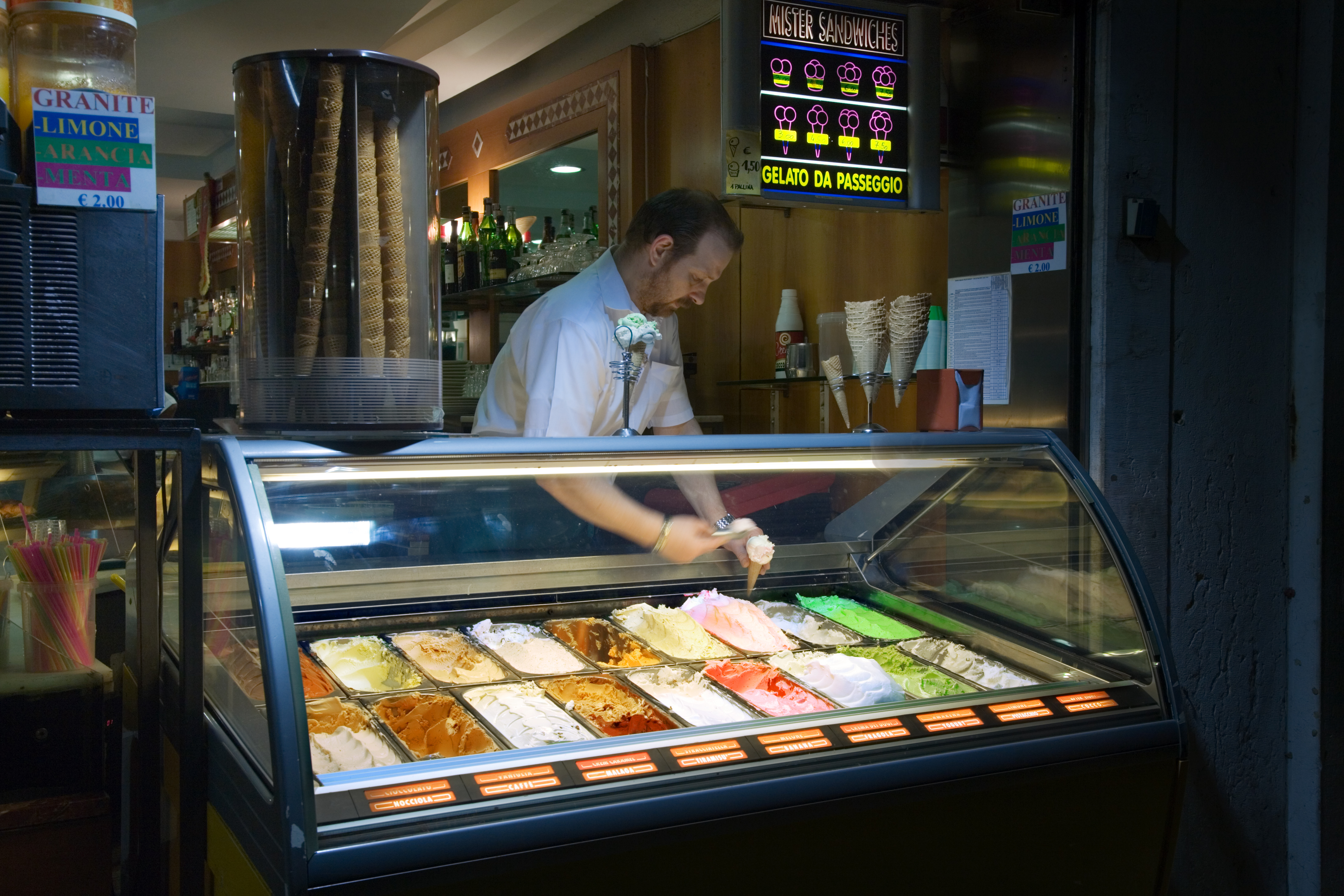
베네치아의 젤라테리아

아이스크림 가게는 주로 아이스크림, 젤라토, 빙과 등을 파는 가게이다. 이탈리아에서는 젤라테리아(Gelateria)라고 한다.

## 아이스크림 가게 목록
- 배스킨라빈스
- 하겐다즈